# Exilisia mabillei
Exilisia mabillei är en fjärilsart som beskrevs av De Toulgoët 1958. Exilisia mabillei ingår i släktet Exilisia och familjen björnspinnare. Inga underarter finns listade i Catalogue of Life.